# Sienica, Tỉnh West Pomeranian
Sienica [ɕeˈnit͡sa] (tiếng Đức: Jakobsdorf) là một ngôi làng thuộc khu hành chính của Gmina Kalisz Pomorski, thuộc quận Drawsko, West Pomeranian Voivodeship, ở phía tây bắc Ba Lan. Nó nằm khoảng 14 kilômét (9 mi) phía bắc Kalisz Pomorski, 19 km (12 mi) về phía đông nam của Drawsko Pomorskie và 92 km (57 mi) về phía đông của thủ đô khu vực Szczecin.
Trước năm 1945, khu vực này là một phần của Đức. Đối với lịch sử của khu vực, xem Lịch sử của Pomerania.